# Ę̄̌
Ę̄̌ (minuscule : ę̄̌), appelé E macron caron ogonek, est une lettre latine utilisée dans l’écriture du kaska.
Il s’agit de la lettre E diacritée d’un macron, d’un caron et d’un ogonek.

## Représentations informatiques
Le E macron caron ogonek peut être représenté avec les caractères Unicode suivants : 
- composé et normalisé NFC (latin étendu A, diacritiques) :

| formes    | représentations | chaînes de caractères | points de code       | descriptions                                                          |
| --------- | --------------- | --------------------- | -------------------- | --------------------------------------------------------------------- |
| capitale  | Ę̄̌               | Ę◌̄◌̌                   | U+0118 U+0304 U+030C | lettre majuscule latine e ogonek diacritique macron diacritique caron |
| minuscule | ę̄̌               | ę◌̄◌̌                   | U+0119 U+0304 U+030C | lettre minuscule latine e ogonek diacritique macron diacritique caron |

- décomposé et normalisé NFD (latin de base, diacritiques) :

| formes    | représentations | chaînes de caractères | points de code              | descriptions                                                                      |
| --------- | --------------- | --------------------- | --------------------------- | --------------------------------------------------------------------------------- |
| capitale  | Ę̄̌               | E◌̨◌̄◌̌                  | U+0045 U+0328 U+0304 U+030C | lettre majuscule latine e diacritique ogonek diacritique macron diacritique caron |
| minuscule | ę̄̌               | e◌̨◌̄◌̌                  | U+0065 U+0328 U+0304 U+030C | lettre minuscule latine e diacritique ogonek diacritique macron diacritique caron |